# Aštarak
Aštarak (armensko Աշտարակ, dob. 'stolp') je glavno mesto armenske province Aragacotn in šteje 30.000 prebivalcev. Leži približno 20 km severozahodno od Erevana, ob soteski reke Kasagh. Mesto je pomembno križišče cest proti najpomembnejšim armenskim mestom: Erevanu, Gjumriju in Vanadzoru.
Po legendi so v Aštaraku živele tri sestre, ki so se zaljubile v istega moža z
imenom Sargis. Starejši dve sta se odločili ubiti se v korist tretje. Ena se je oblekla
v marelično oranžno, druga v rdečo obleko. Nato sta se vrgli v sotesko. Ko je tretja sestra izvedela za to, se je oblekla v belo obleko in se ravno tako vrgla v sotesko. Princ je pustal puščavnik, na desnem bregu soteske pa so nastale tri majhne cerkve, ki se imenujejo po barvah oblek, čeprav so v resnici drugačnih barv.
Najbolj je ohranjena cerkev Karmravor (»rdeča« cerkev, v resnici je oranžne
barve) iz 7. stoletja, posvečena materi božji. Ta cerkev z osemkotno kupolo se od takrat skoraj ni več spreminjala. Preostali cerkvi iz legende, Spitakavor (»bela« cerkev, v resnici rdeča) iz 14. stoletja in Ciranavor (»oranžna« cerkev, v resnici bela) iz 5. stoletja sta danes v ruševinah. 
Na omenjene tri cerkve »gleda« s slikovitega mesta na levem bregu soteske cerkev sv. Sargisa (Sergeja). 
Vzhodno od tam se nahaja največja cerkev v mestu, cerkev sv. Marine iz leta 1281 v obliki križa in z osemkotno kupolo.
Reko premošča zanimiv most iz leta 1664 s tremi neenako velikimi loki zaradi različno visokih rečnih bregov
- Spitakavor in Ciranavor
- cerkev sv. Sargisa